# Baraccopoli di Taurianova
La Baraccopoli Taurianova è una baraccopoli nata in contrada Russo di Taurianova creatasi ad ottobre 2019 dopo la distruzione della baraccopoli di San Ferdinando a marzo del 2019 in cui vivono circa 200 persone originari di nazioni dell'Africa subsahariana.

## Possibili origini
La causa diretta della nascita spontanea di questa nuova baraccopoli è la distruzione della precedente di San Ferdinando che 
unita ad un possibile fallimento del piano dei sindaci di Rosarno e Polistena e del prefetto per gli sfollati oltre che al decreto sicurezza del governo Conte di luglio 2019 che rende le persone richiedenti asilo e che aderivano al progetto SPRAR delle persone "irregolari" e quindi impossibilitate ad affittarsi una casa e a chiedere un lavoro legale.
I soggetti sfollati quindi diventerebbero nuovamente vittime del fenomeno del lavoro nero e della ricerca di ripari di fortuna.

## Descrizione
La baraccopoli è costruita in una area di campagna del comune di Taurianova molto isolata che non è raggiunta né da acqua potabile né da energia elettrica e nessun servizio di raccolta rifiuti.